# Serenata al mattino
Serenata al mattino (in francese L'aubade) è un dipinto a olio su tela (195x265 cm) realizzato nel 1942 dal pittore spagnolo Pablo Picasso. È conservato nel Centre Pompidou di Parigi.
Ci sono pervenuti diversi schizzi e disegni preparatori di questa tela. Il quadro rappresenta due donne: una è sdraiata su di una panca, l'altra è seduta su di una sedia con un mandolino in mano.